# Dick’s Picks Volume 15
Dick’s Picks Volume 15 ist ein Live-Dreifachalbum der Band Grateful Dead.

## Geschichte
Die Songs des Albums wurden am 3. September 1977 im Raceway Park in Englishtown, New Jersey, aufgenommen und am 18. Oktober 1999 mit dem eigenen Label Grateful Dead Records veröffentlicht.
Grateful Dead trat nur ein einziges Mal im Raceway Park auf. Als Produzentin des Albums trat erneut Betty Cantor-Jackson, die schon mehrere Deadalben produziert hatte und insgesamt 26 Platten für Grateful Dead mitproduzierte.
Im Juli 1977 kam das Studioalbum Terrapin Station heraus, von dem die Songs Estimated Prophet, Samson and Delilah und Terrapin Station für die Setlist gewählt wurden. Vom Vorjahresalbum Steal Your Face (1976) wurden die Songs Promised Land und Mississippi Half-Step Uptown Toodeloo verwendet. Vom nächsten Studioalbum Shakedown Street (1978) wurden die Songs Good Lovin und New Minglewood Blues verwendet, die jedoch beide nicht von Deadmitgliedern geschrieben wurden und schon länger in den Livesetlists waren. An dem Abend wurde Truckin das erste Mal seit dem 28. September 1975 gespielt. Am selben Abend traten auch die Bands New Riders of the Purple Sage und Marshall Tucker Band auf. Die ganze Show wurde auch vom Radiosender WNEW (New York) ausgestrahlt.

Der Name Dick’s Pick stammt vom offiziellen Aufnahmearchivist der Band Dick Latvala, der die Serie startete und die Songs dazu bis zu seinem Tod 1999 auswählte. Danach übernahm David Lemieux das Archiv. Dick’s Picks Volume 15 kam erst nach seinem Tod auf den Markt. Auch für Dick’s Picks Volume 16 war die Songauswahl fertig. Beide Alben wurden ihm gewidmet und beinhalten zwei seiner Lieblingsshows. Im Booklet zu Vol. 15 verabschiedete sich die Band in seinem Namen:

„People of Earth…

Greetings from the great beyond. I am contacting you at this time to assure you that all is well and to let you know that Dick’s Picks shall continue in my absence just as before. My plans for future releases are well known to my teammates and they have sworn with their blood to remain true to the cause. I hope this release will alleviate any doubts concerning my posthumous powers.

The Archivist formerly known as Dick“

Wie die bisherigen Alben der Dick’s Pick-Serie ist auch dieses mit einer Caveat-emptor-Warnung versehen:

„This release was digitally mastered directly from the original tapes. It is a snapshot of history, not a modern professional recording, and may therefore exhibit some minor technical anomalies and the unavoidable effects of the ravages of time.“

## Kritik
Im Allgemeinen wurde Dick’s Picks Volume 15 unterschiedlich bewertet. Von All Music Guide erhielt das Album 3 und von The Music Box 5 von 5 Sternen.

## Trackliste

### CD 1
1. Introduction (John Scher) – 0:41
2. Promised Land (Chuck Berry) – 5:08
3. They Love Each Other (Garcia, Hunter) – 7:41
4. Me & My Uncle (John Phillips) – 3:52
5. Mississippi Half-Step Uptown Toodleloo (Garcia, Hunter) – 13:34
6. Looks Like Rain (Barlow, Weir) – 7:52
7. Peggy-O (traditionelles Lied) – 9:18
8. New Minglewood Blues (traditionelles Lied) – 5:20
9. Friend of the Devil (Dawson, Garcia, Hunter) – 8:13
10. The Music Never Stopped (Barlow, Weir) – 7:03

### CD 2
1. Bertha (Garcia, Hunter) – 8:35
2. Good Lovin’ (Rudy Clark, Arthur Resnick) – 6:00
3. Loser (Garcia, Hunter) – 8:37
4. Estimated Prophet (Barlow, Weir) – 9:29
5. Eyes of the World (Garcia, Hunter) – 13:17
6. Samson and Delilah (Gary Davis) – 6:40

### CD 3
1. He’s Gone (Garcia, Hunter) – 14:18
2. Not Fade Away (Buddy Holly, Norman Petty) – 19:58
3. Truckin'  (Garcia, Hunter, Lesh, Weir) – 10:05
4. Terrapin Station (Garcia, Hunter) – 11:02